# Vladimir Ingal
Vladimir Iossifovitch Ingal (Владимир Иосифович Инга́л), né le 19 (26) mars 1901 à Ekaterinodar et mort le 29 mars 1966 à Léningrad, est un sculpteur soviétique. Il a reçu le prix Staline en 1941. Ce fut un chantre du réalisme soviétique. Son œuvre la plus connue aujourd'hui est la statue de Rimski-Korsakov, près du théâtre Mariinsky de Saint-Pétersbourg. 

## Biographie
Vladimir Ingal étudie à l'institut polytechnique de Bakou, mais en même temps prend des leçons de sculpture auprès de Stepan Erzia. Entre 1926 et 1930, il étudie à l'institut supérieur technique d'art de Léningrad auprès de Vsevolod Lichev, Robert Bach et Vassili Simonov. Entre 1949 et 1966, il enseigne à l'institut Moukhina. Il est membre-correspondant de l'Académie des arts d'URSS. 
Il meurt le 29 mars 1966 et est enterré au cimetière Bogoslovskoïe. Il était le cousin germain de l'écrivain Evgueni Dolmatovski.

## Quelques œuvres

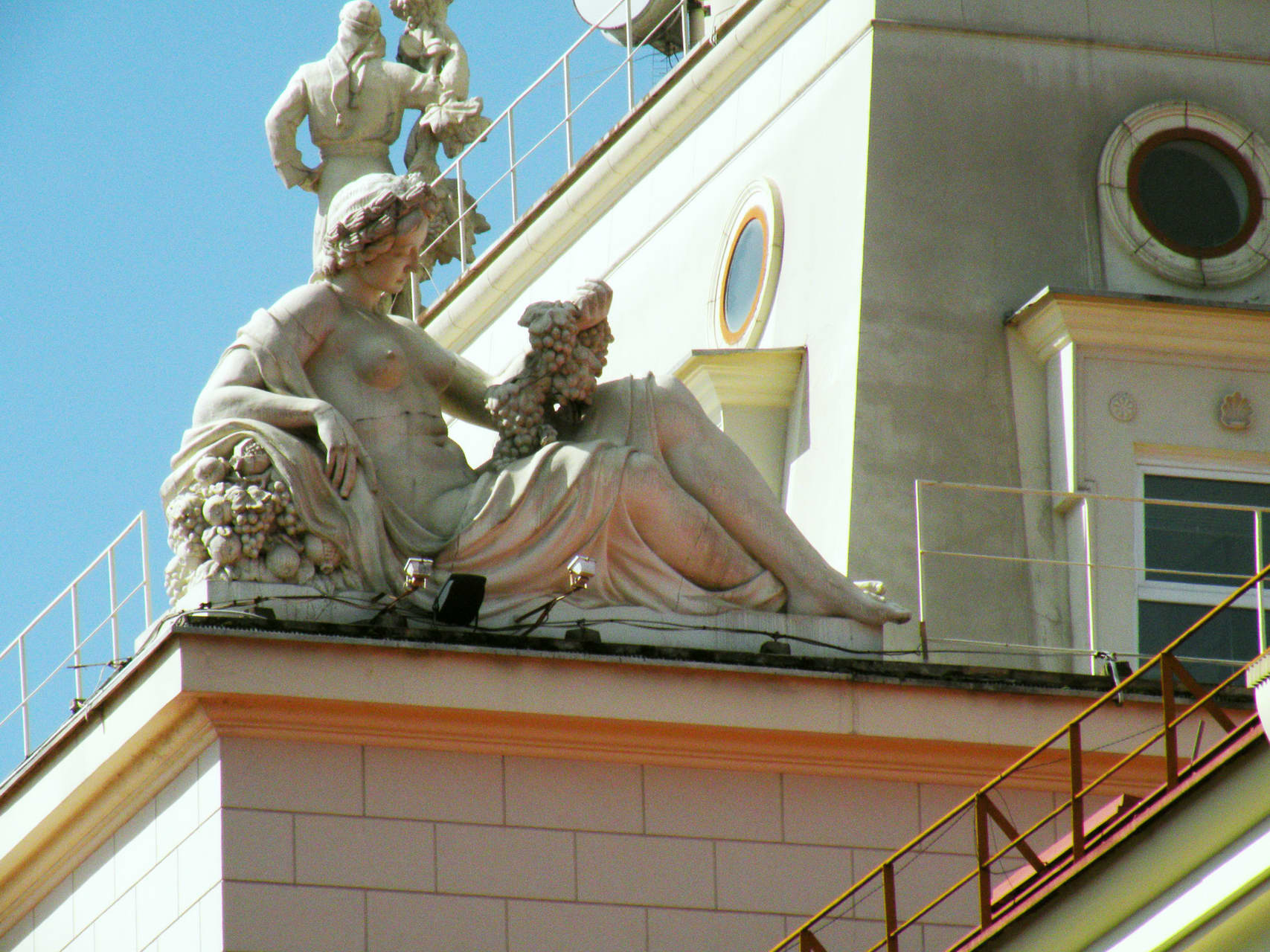
L'Automne, statue d'angle de la gare maritime de Sotchi.

Il travaille souvent en collaboration avec Benjamin Bogolioubov à partir de 1929.
- Statue de Lénine à Léningrad (1957), à la sortie de la gare de Moscou, démontée en 1966, lors de l'agrandissement de la gare et réinstallée rue Dniepropetrovsk;
- Statue de Lénine à Riga (1950), architecte Ernest Stahlberg, démontée en 1991 et installée depuis dans un entrepôt;
- Statue de Staline à Léningrad (1949) démontée;
- Statue de Rimski-Korsakov, place du Théâtre à Léningrad (aujourd'hui Saint-Pétersbourg) (1944—1948), architecte Modeste Chepilevski ;
- Sculpture d'Ordjonikidzé à Sotchi (1935—1937) dans le parc du sanatorium Ordjonikidzé;
- Statue de Tchkalov (1941);
- Groupe sculpté « Кirov et Ordjonikidzé » (1938);
- Groupe sculpté « Staline et Mamlakat » (1938);
- Groupe sculpté « Staline en généralissime » (1945—1949);
- Buste de Staline à Riga (1950-1961) démontée;
- Buste de Staline au parc de Pavlovsk (vers 1949) démontée;
- Sépultures de Vera Mitchourina-Samoïlova (cimetière Tikhvine) et d'Agrippina Vaganova (cimetière Volkovo).
- Statues de la tour de la gare maritime de Sotchi

## Source
- (ru) Cet article est partiellement ou en totalité issu de l’article de Wikipédia en russe intitulé « Ингал, Владимир Иосифович » (voir la liste des auteurs).